# Johan Nicolaysen

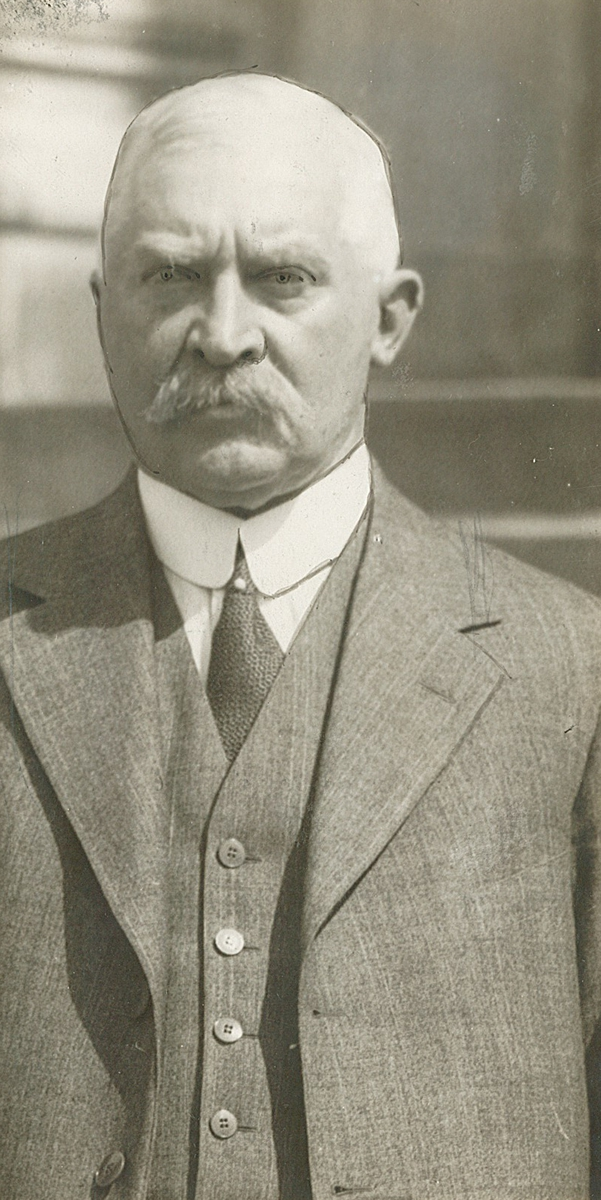
Johan Nicolaysen.

Johan Nicolaysen, född den 15 april 1860 i Stockholm, död den 20 juli 1944, var en norsk läkare, son till Julius  Nicolaysen.
Nicolaysen blev överkirurg vid diakonissanstaltens sjukhus 1892 och medicine doktor 1895 på avhandlingen Studier over ætiologien og patologien av ileus. Han blev 1909 professor i kirurgi vid Kristiania universitet och överläkare vid Rikshospitalet. 
Från 1910 var han därjämte medicinskt sakkunnig medlem av "riksforsikringsappelkommissionen". Bland hans uppsatser, som ägnades företrädesvis åt magsårsbehandling, kan framhållas Den strikturerende tyndtarmtuberkulose og dens kirurgiske behandling (i "Norsk magazin for lægevidenskaben", 1908).